# Сагаев, Димитр
Димитр Константинов Сагаев (болг. Димитър Константинов Сагаев; 27 февраля 1915, Пловдив — 28 октября 2003, София) — болгарский композитор, дирижёр, музыкальный педагог.

## Биография
Сын Константина Сагаева, болгарского писателя и театрального деятеля, основателя первой болгарской драматической школы. Брат Любомира Сагаев  (1917—2001), музыковеда.
В 1940 году окончил Болгарскую государственную консерваторию. Изучал композицию под руководством профессора П. Владигерова, теорию музыки и оркестровку у профессора В. Стоянова, игру на фортепиано у профессора П. Пелишек.
В 1941—1942 годах работал учителем музыки в мужской средней школе Пловдива, в 1943—1946 годах — военным капельмейстером, в 1946—1949 годах — начальником музыкального отдела Радио София, в 1949—1953 годах — дирижёром духового оркестра Министерства внутренних дел Болгарии, музыкальным руководителем Болгарского радио (1946—1949) и директором Департамента музыкальных и оперных театров Министерства культуры Болгарии (1952—1955).
Педагогической деятельностью занимался с 1948 года. Преподавал много лет в Государственной музыкальной академии. Вёл курс симфонической оркестровки и теории музыки, воспитал плеяду композиторов, дирижёров и музыковедов.

## Творчество
Д. Сагаев — автор многочисленных музыкальных произведений в разных жанрах. Ему принадлежат две оперы («Под игото» (1965), «Самуил» (1973) и два балета («Мадарски конник» (1961), «Орлов камък» (1977), 6 ораторий и кантат; 7 симфоний; более 20 концертов для различных инструментов; камерная музыка и др. Писал музыку к кинофильмам. Его работы известны не только в Болгарии, но и за рубежом.
Автор ряда книг, учебников и др.

## Избранные публикации
- «Ръководство по духова оркестрация», «Наука и изкуство», София, 1957
- «Музикални инструменти», «Наука и изкуство», София, 1974
- «Галерия от образи музикални творци на нашето време» С., 1981 (1 т), 1985 (2 т).
- «Саша Попов и българския симфонизъм» С., 1997 г.

За своё творчество был награждён государственными премиями, орденами, медалями и знаками отличия. С 2002 года являлся почётным доктором Государственной Музыкальной Академии им. П. П. Владигерова.